# Adeona cellulosa
Adeona cellulosa is een mosdiertjessoort uit de familie van de Adeonidae. De wetenschappelijke naam van de soort is voor het eerst geldig gepubliceerd in 1869 door MacGillivray.